# Ambroz Marlaskaj
Ambroz Marlaskaj (ur. 19 listopada 1889 w Kushnenie jako Llesh Marlaskaj, zm. 14 czerwca 1939 w Rzymie) – albański franciszkanin, publicysta, tłumacz i deputowany do albańskiego parlamentu.

## Życiorys
W latach 1913–1914 Marlaskaj był na misji w Wiedniu i Pradze, rok później przybył do Szkodry. W 1916 został członkiem Albańskiej Komisji Literackiej; przez krótki czas pełnił funkcję jej sekretarza, jednak wrótce został zastąpiony przez Luigja Naraçiego.
W wyborach parlamentarnych z 1923 uzyskał mandat deputowanego Rady Narodowej Albanii.

## Tłumaczenia
Ambroz Marlaskaj przetłumaczył na język albański książki do nauki oraz gramatyki języka greckiego. W latach 1921–1922 przetłumaczył dwie książki do nauki języka łacińskiego autorstwa Augusta Scheindlera, którą wydał w roku 1930.

## Upamiętnienia
Imieniem Ambroaza Marlaskaja nazwano jedną z ulic w Tiranie.